# Olympische Winterspiele 1994/Teilnehmer (Estland)
| Gelbes Symbol für Goldmedaillen mit stilisierten Olympischen Ringen | Graues Symbol für Silbermedaillen mit stilisierten Olympischen Ringen | Braundes Symbol für Bronzemedaillen mit stilisierten Olympischen Ringen |
| ------------------------------------------------------------------- | --------------------------------------------------------------------- | ----------------------------------------------------------------------- |
| —                                                                   | —                                                                     | —                                                                       |

Estland nahm 1994 zum vierten Mal an Olympischen Winterspielen teil. Es wurden 26 Athleten nach Lillehammer entsandt, die in sechs verschiedenen Disziplinen antraten. Ein Medaillengewinn gelang keinem der Athleten.
Fahnenträger bei der Eröffnungsfeier war der Nordische Kombinierer Allar Levandi.

## Übersicht der Teilnehmer

### Biathlon
| Athleten                                                   | Wettbewerbe        | Zeit        | Fehler       | Rang |
| ---------------------------------------------------------- | ------------------ | ----------- | ------------ | ---- |
| Frauen                                                     |                    |             |              |      |
| Krista Lepik                                               | 7,5 km Sprint      | 29:40,1 min | 5 (2+3)      | 58   |
| Krista Lepik                                               | 15 km Einzel       | 58:54,9 min | 5 (0+2+0+3)  | 42   |
| Eveli Peterson                                             | 7,5 km Sprint      | 28:03,8 min | 1 (1+0)      | 31   |
| Eveli Peterson                                             | 15 km Einzel       | 56:11,0 min | 3 (0+2+0+1)  | 27   |
| Jelena Všivtseva                                           | 7,5 km Sprint      | 29:35,3 min | 3 (3+0)      | 56   |
| Jelena Všivtseva                                           | 15 km Einzel       | 59:50,1 min | 6 (2+0+3+1)  | 53   |
| Jelena Všivtseva Eveli Peterson Krista Lepik Merle Viirmaa | 4 × 7,5 km-Staffel | 1:59:30,4 h | 2            | 12   |
| Männer                                                     |                    |             |              |      |
| Urmas Kaldvee                                              | 20 km Einzel       | 1:05:23,2 h | 7 (1+2+3+1)  | 61   |
| Olaf Mihelson                                              | 10 km Sprint       | 32:30,7 min | 3 (0+3)      | 58   |
| Kalju Ojaste                                               | 20 km Einzel       | 1:11:21,4 h | 10 (2+2+5+1) | 69   |
| Aivo Udras                                                 | 10 km Sprint       | 32:02,1 min | 4 (2+2)      | 50   |
| Aivo Udras                                                 | 20 km Einzel       | 1:00:14,5 h | 3 (1+0+0+2)  | 16   |
| Hillar Zahkna                                              | 10 km Sprint       | 31:28,7 min | 3 (1+2)      | 39   |
| Olaf Mihelson Urmas Kaldvee Aivo Udras Kalju Ojaste        | 4 × 7,5 km-Staffel | 1:35:34,3 h | 3            | 13   |

### Eiskunstlauf
| Athleten       | Wettbewerbe | Pflichttanz 1 | Pflichttanz 1 | Pflichttanz 2 | Pflichttanz 2 | Originaltanz | Originaltanz | Kurzprogramm | Kurzprogramm | Kür/Kürtanz   | Kür/Kürtanz   | Gesamt        | Gesamt |
| Athleten       | Wettbewerbe | Bewertung     | Rang          | Bewertung     | Rang          | Bewertung    | Rang         | Bewertung    | Rang         | Bewertung     | Rang          | Bewertung     | Rang   |
| -------------- | ----------- | ------------- | ------------- | ------------- | ------------- | ------------ | ------------ | ------------ | ------------ | ------------- | ------------- | ------------- | ------ |
| Männer         |             |               |               |               |               |              |              |              |              |               |               |               |        |
| Margus Hernits | Einzel      | —             | —             | —             | —             | —            | —            | 12,5         | 25           | ausgeschieden | ausgeschieden | ausgeschieden | 25     |

### Nordische Kombination
| Athleten                                    | Wettbewerb                        | Skispringen | Skispringen | Langlauf    | Langlauf | Zeit        | Rang |
| Athleten                                    | Wettbewerb                        | Punkte      | Rang        | Zeit        | Rang     | Zeit        | Rang |
| ------------------------------------------- | --------------------------------- | ----------- | ----------- | ----------- | -------- | ----------- | ---- |
| Männer                                      |                                   |             |             |             |          |             |      |
| Ilmar Aluvee                                | Gundersen-Wettkampf Normalschanze | 167,0       | 47          | 39:56,8 min | 18       | 48:49,8 min | 39   |
| Magnar Freimuth                             | Gundersen-Wettkampf Normalschanze | 183,5       | 37          | 39:55,0 min | 17       | 46:58,0 min | 24   |
| Allar Levandi                               | Gundersen-Wettkampf Normalschanze | 197,5       | 21          | 38:50,9 min | 3        | 44:20,9 min | 12   |
| Ago Markvardt                               | Gundersen-Wettkampf Normalschanze | 243,5       | 2           | 41:26,8 min | 35       | 41:49,8 min | 5    |
| Allar Levandi Ago Markvardt Magnar Freimuth | Teamwettbewerb                    | 619,0       | 4           | 1:23:35,4 h | 5        | 1:33:07,4 h | 4    |

### Rennrodeln
| Athlet        | Wettbewerb | Lauf 1   | Lauf 1 | Lauf 2   | Lauf 2 | Lauf 3   | Lauf 3 | Lauf 4   | Lauf 4 | Gesamt       | Gesamt |
| Athlet        | Wettbewerb | Zeit     | Rang   | Zeit     | Rang   | Zeit     | Rang   | Zeit     | Rang   | Zeit         | Rang   |
| ------------- | ---------- | -------- | ------ | -------- | ------ | -------- | ------ | -------- | ------ | ------------ | ------ |
| Frauen        |            |          |        |          |        |          |        |          |        |              |        |
| Helen Novikov | Einsitzer  | 50,160 s | 19     | 50,172 s | 18     | 49,808 s | 20     | 50,193 s | 20     | 3:20,333 min | 19     |

### Ski Alpin
| Athleten       | Wettbewerbe | 1. Lauf | 1. Lauf | 2. Lauf | 2. Lauf | Gesamt | Gesamt |
| Athleten       | Wettbewerbe | Zeit    | Rang    | Zeit    | Rang    | Zeit   | Rang   |
| -------------- | ----------- | ------- | ------- | ------- | ------- | ------ | ------ |
| Männer         |             |         |         |         |         |        |        |
| Connor O’Brien | Abfahrt     | —       | —       | —       | —       | DNF    | DNF    |

### Skilanglauf
| Athleten                                                | Wettbewerbe       | Zeit        | Rang |
| ------------------------------------------------------- | ----------------- | ----------- | ---- |
| Männer                                                  |                   |             |      |
| Elmo Kassin                                             | 10 km klassisch   | 26:40,9 min | 33   |
| Elmo Kassin                                             | 15 km Verfolgung  | 40:34,9 min | 25   |
| Elmo Kassin                                             | 30 km Freistil    | 1:17:37,7 h | 16   |
| Taivo Kuus                                              | 30 km Freistil    | 1:25:52,3 h | 63   |
| Taivo Kuus                                              | 50 km klassisch   | 2:19:51,9 h | 36   |
| Jaak Mae                                                | 10 km klassisch   | 26:42,7 min | 35   |
| Jaak Mae                                                | 15 km Verfolgung  | 41:46,0 min | 40   |
| Jaak Mae                                                | 30 km Freistil    | 1:24:24,1 h | 59   |
| Jaanus Teppan                                           | 50 km klassisch   | 2:16:18,8 h | 22   |
| Urmas Välbe                                             | 10 km klassisch   | 26:58,4 min | 42   |
| Urmas Välbe                                             | 15 km Verfolgung  | DNF         | DNF  |
| Urmas Välbe                                             | 30 km Freistil    | 1:21:02,5 h | 41   |
| Andrus Veerpalu                                         | 10 km klassisch   | 26:45,8 min | 36   |
| Andrus Veerpalu                                         | 15 km Verfolgung  | 43:56,1 min | 55   |
| Andrus Veerpalu                                         | 50 km klassisch   | 2:17:24,7 h | 26   |
| Jaak Mae Jaanus Teppan Elmo Kassin Taivo Kuus           | 4 × 10 km-Staffel | 1:48:57,6 h | 11   |
| Frauen                                                  |                   |             |      |
| Piret Niglas                                            | 5 km klassisch    | 15:29,0 min | 22   |
| Piret Niglas                                            | 10 km Verfolgung  | 31:33,5 min | 26   |
| Piret Niglas                                            | 15 km Freistil    | 44:48,3 min | 23   |
| Piret Niglas                                            | 30 km klassisch   | 1:33:09,3 h | 29   |
| Kristina Šmigun                                         | 5 km klassisch    | 15:46,1 min | 30   |
| Kristina Šmigun                                         | 10 km Verfolgung  | 31:51,4 min | 27   |
| Kristina Šmigun                                         | 15 km Freistil    | 45:21,1 min | 28   |
| Silja Suija                                             | 5 km klassisch    | 16:07,8 min | 39   |
| Silja Suija                                             | 10 km Verfolgung  | 33:55,3 min | 46   |
| Silja Suija                                             | 15 km Freistil    | 47:47,5 min | 49   |
| Cristel Vahtra                                          | 5 km klassisch    | 15:42,3 min | 27   |
| Cristel Vahtra                                          | 10 km Verfolgung  | 33:32,3 min | 42   |
| Cristel Vahtra                                          | 15 km Freistil    | 47:04,1 min | 45   |
| Cristel Vahtra                                          | 30 km klassisch   | 1:34:48,6 h | 35   |
| Kristina Šmigun Cristel Vahtra Silja Suija Piret Niglas | 4 × 5 km-Staffel  | 1:02:32,4 h | 12   |